# Sylvestre Simon Samb
Sylvestre Simon Samb (Casamanza, 31 de diciembre de 1969) es un escritor francosenegalés.

## Biografía
Nació en el sur de Senegal y mostró gran interés por la literatura en su infancia y adolescencia. Su madre era costurera y su padre funcionario de la gendarmería.
Publicó su primer libro en 2002 en ediciones L'Harmattan. Reside actualmente en París.

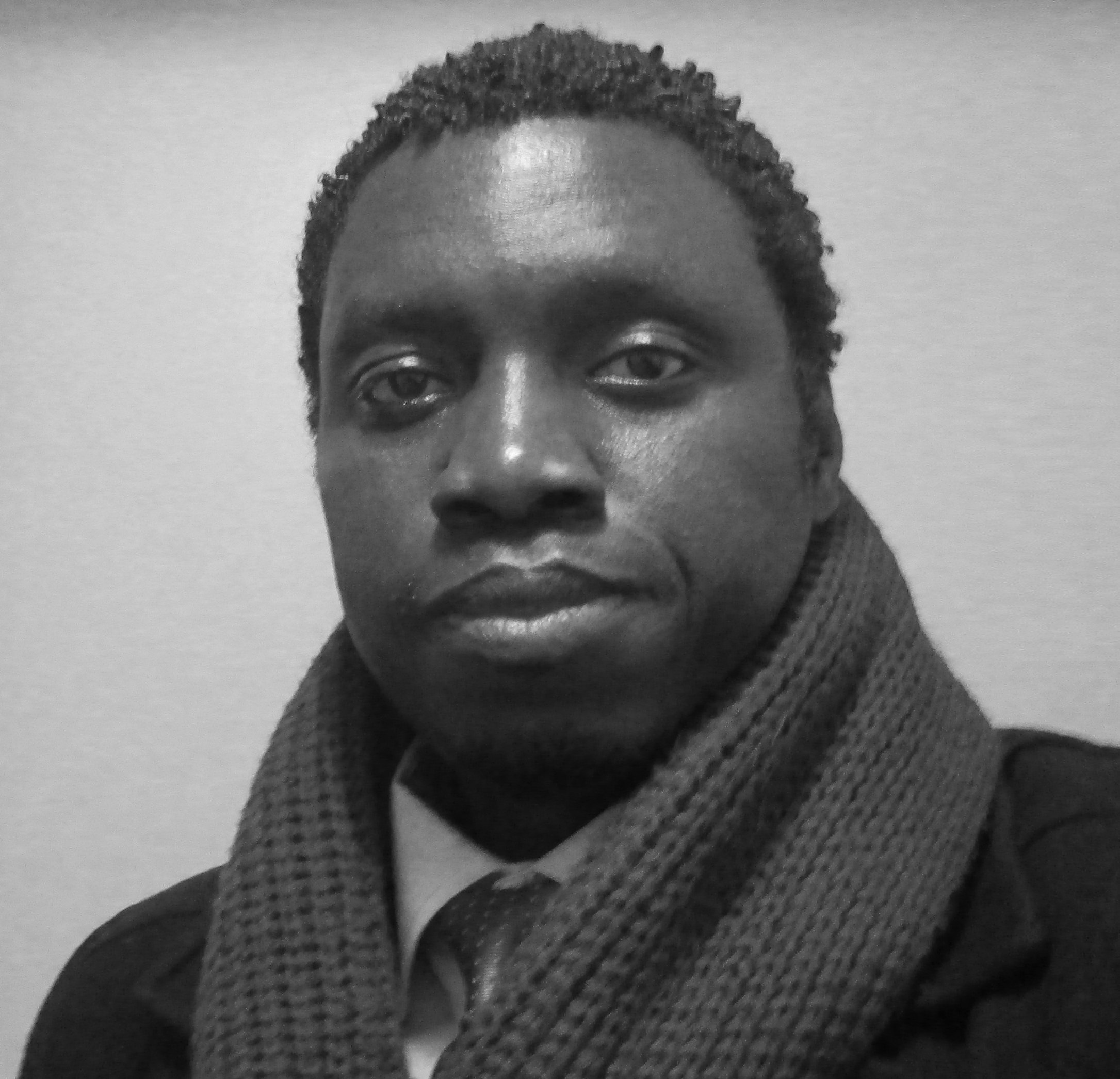
Sylvestre Simon Samb, en París, 2008.

## Obra
- Humanité misérable, 236 p. ISBN 2747525880 2002

- Dièse à la clef, pour notes noires et blanches, 240 p. ISBN 2747588505 2005

- Un parfum d'oxalides, 214 p. ISBN 9782746607408 2009

- Terra incognita, 378 p. ISBN 9782955915202 2017

- Culture numérique , 80 p. ISBN 9782378270186 2018